# Козјатин
Козјатин (укр. Козятин) град је Украјини у Виничкој области. Према процени из 2012. у граду је живело 24.319 становника.

## Становништво
Према процени, у граду је 2012. живело 24.319 становника.
| 1979.  | 1989.  | 2001.  | 2012.  |
| ------ | ------ | ------ | ------ |
| 29.243 | 28.752 | 26.635 | 24.319 |

## Партнерски градови
- Красногорск
- Лежајск
- Ђенова